# Diego Grillo
Diego Grillo (Rieti, 31 maggio 1987) è un ex cestista italiano.